# Des gens ordinaires
Des gens ordinaires (en russe : Простые люди) est un film soviétique réalisé par Leonid Trauberg et Grigory Kozintsev en 1945. 

## Synopsis
Pendant la Seconde Guerre mondiale, tandis que les armées allemandes se précipitent vers Léningrad, le dernier avion de combat de la chasse soviétique décolle de l'aérodrome de l'usine Tchkalov. Celle-ci reçoit ensuite l'ordre d'évacuer immédiatement vers l'Est et ces ouvriers, des personnes âgées, des femmes et des adolescents, doivent parcourir des milliers de kilomètres jusqu'à la lointaine république socialiste soviétique d'Ouzbékistan. Là-bas, les cadres de l'usine ont pour objectif de commencer à produire des avions tous les deux mois et arrivés sur le futur chantier de la nouvelle usine, les gens installent les machines en plein air et commencent à travailler. 
Plus tard, des milliers d'autochtones rejoignent l'équipe originelle de l'usine : la production s'accroît énormément malgré les multiples problèmes rencontrés, comme les heures passées à l'usine, la qualité de la nourriture ou les conditions de travail intenses. Le directeur de l'usine, Eremin, fait en sorte d'améliorer leur quotidien et plus tard, sa femme qui a disparu lors d'une attaque allemande, réapparait auprès de lui, ce qui l'encourage à travailler encore plus.
Finalement, le jour où l'usine produit son premier avion, tous les ouvriers et les cadres se réunissent avec fierté et la volonté de continuer à construire encore plus d'avions.

## Distribution
- Youri Toloubeïev : Eremin, directeur de l'usine
- Olga Lebzak : Eremina, sa femme
- Boris Joukovski : Makeev
- F. Babajanov : Akbashev
- Ekaterina Korchagina Alexandrovskaya : la grand-mère
- I. Kudryavtseva : Varvara Shaapkina
- Larisa Emelyantseva : Sasha Slepneva
- Vladimir Koltchine : Ivanov
- Tatiana Peltzer : Plaksina
- Anatoly Chiryev : Romka
- Alexandre Larikov : Kizliakov
- Konstantin Adashevsky : le cuisinier
- Konstantin Skorobogatov : ancien ingénieur (non-crédité)
- Lev Sverdlin (non-crédité)

## Analyse
À sa sortie, le film est sévèrement critiqué, censuré et interdit de projection par le Comité central du Parti communiste en 1946 en raison du sujet du scénario qui met plus en avant les ouvriers et cadres de l'usine que les membres du Parti communiste,.
C'est le seul film soviétique traitant directement de l'épisode du déplacement des usines de production russes pour échapper à l'avancée de la Wehrmacht.